# Diglossa indigotica
A Diglossa indigotica a madarak osztályának verébalakúak (Passeriformes) rendjébe és a tangarafélék (Thraupidae) családjába tartozó faj.

## Rendszerezése
A fajt Philip Lutley Sclater angol ornitológus írta le 1856-ban. Sorolták a Diglossopis nembe Diglossopis indigotica néven is.

## Előfordulása
Az Andok nyugati részén, Ecuador és Kolumbia területén honos. Természetes élőhelyei a szubtrópusi és trópusi síkvidéki és hegyi erdők. Állandó, nem vonuló faj.

## Megjelenése
Testhossza 15 centiméter.
|  |

## Természetvédelmi helyzete
Az elterjedési területe kicsi, egyedszáma ugyan csökken, de még nem  éri el a kritikus szintet. A Természetvédelmi Világszövetség Vörös listáján nem fenyegetett fajként szerepel.